# Piotr Machalica

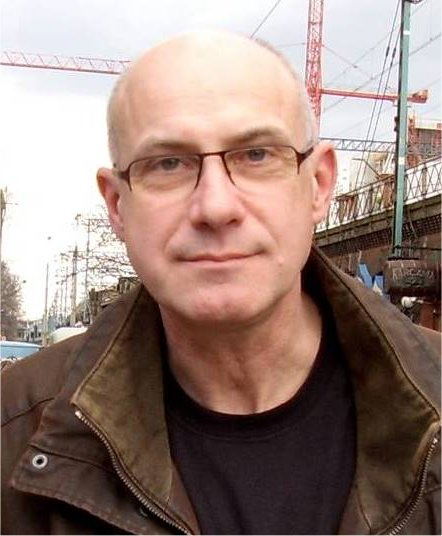
Piotr Machalica (2007)

Piotr Machalica (* 13. Februar 1955 in Pszczyna; † 14. Dezember 2020 in Warschau) war ein polnischer Schauspieler.

## Leben
Piotr Machalica war der Sohn des Schauspielers Henryk Machalica. Er hat zwei ältere Brüder, die Zwillinge Krzysztof, ein ehemaliger Basketballspieler und heutiger Politiker, und Aleksander Machalica, der ebenfalls Schauspieler ist. Außerdem hat er zwei jüngere Halbschwestern. Gemeinsam mit der Schauspielerin Małgorzata Machalica, von der er sich 2005 scheiden ließ, hat er zwei Kinder. Anschließend war er fast 10 Jahre lang mit der Schauspielerin Edyta Olszówka liiert. Am 19. September 2020 heiratete er Aleksandra Sosnowską.
Machalica absolvierte 1981 sein Schauspielstudium an der Aleksander-Zelwerowicz-Theaterakademie Warschau. Bereits während seiner Studienzeit debütierte er 1980 mit dem Spielfilm Rycerz auf der Leinwand. Seine Schauspielkarriere umfasste bis zu seinem Tod über 90 Film- und Fernsehprojekte, wobei er zuletzt in der Rolle des Pathologen Gustaw in der Fernsehserie The Pleasure Principle – Geometrie des Todes im deutschsprachigen Raum zu sehen war. Parallel zu seiner Filmkarriere war er regelmäßig am Theater zu sehen. So war er Ensemblemitglied am Teatr Powszechny in Warschau und Direktor am Adam Mickiewicz Theater in Częstochowa.
Während der COVID-19-Pandemie in Polen starb Machalica am 14. Dezember 2020 an den Folgen einer SARS-CoV-2-Infektion im Centralny Szpital Kliniczny MSWiA in Warschau.

## Filmografie (Auswahl)
- 1980: Rycerz
- 1983: Es war einmal der Jazz (Byl jazz)
- 1987: Erosbogen (Łuk Erosa)
- 1988: Die Dämonen (Les possédés)
- 1988: Ein kurzer Film über die Liebe (Krótki film o milosci)
- 1988: Schieß doch, Bulle! (Zabij mnie glino)
- 1989: Angstzustand (Stan strachu)
- 1990: Dekalog, Sechs (Dekalog, sześć)
- 1990: Dekalog, Neun (Dekalog, dziewięć)
- 1992: Sauna
- 1994: Drei Farben: Weiß (Trzy kolory: Biały)
- 1995: Die Verwandlungsmaschine (Maszyna Zmian, Fernsehserie)
- 1996: Szamanka
- 2002: Der Tag eines Spinners (Dzień świra)
- 2019: The Pleasure Principle – Geometrie des Todes (Zasada przyjemnosci, Fernsehserie, 3 Folgen)